# Вика шорстка
Вика шорстка, горошок шорсткий (Vicia hirsuta) — вид рослин родини бобові (Fabaceae), поширений в Африці та Євразії, у тому числі Україні.

## Опис
Однорічна витка трав'яниста рослина 15–90(120) см завдовжки. Стебло струнке, майже голе. Прилистки у нижніх і середніх листків напів-стрілоподібні, із зубцями, у верхніх листків — ланцетні. Листки рівномірно перисторозсічені; листочки 4–8-парні, лінійні або вузько-довгасті, 5–15 × 1–3 мм, голі; вусик розгалужений. Суцвіття явно коротші, ніж листки, щільно 2–4(7)-цвіті. Чашечка дзвоноподібна. Віночок від білого до світло-фіолетового кольору, рідко рожевий, 2–4(5) мм. Боби довгасто-ромбоподібні, 5–10 × 2–5 мм, волосаті, чорні в зрілості. Насіння 2, сплющено-сфероїдне. 2n = 12, 14.

## Поширення
Поширений у Європі (уся крім Ісландії), Азії (тропічна й помірна) та Африці (північна та східна); натуралізований у деяких інших частинах світу.
В Україні зростає на сухих схилах, в чагарниках, світлих сухих лісах, в виноградниках, садах і посівах — на всій території.

## Галерея

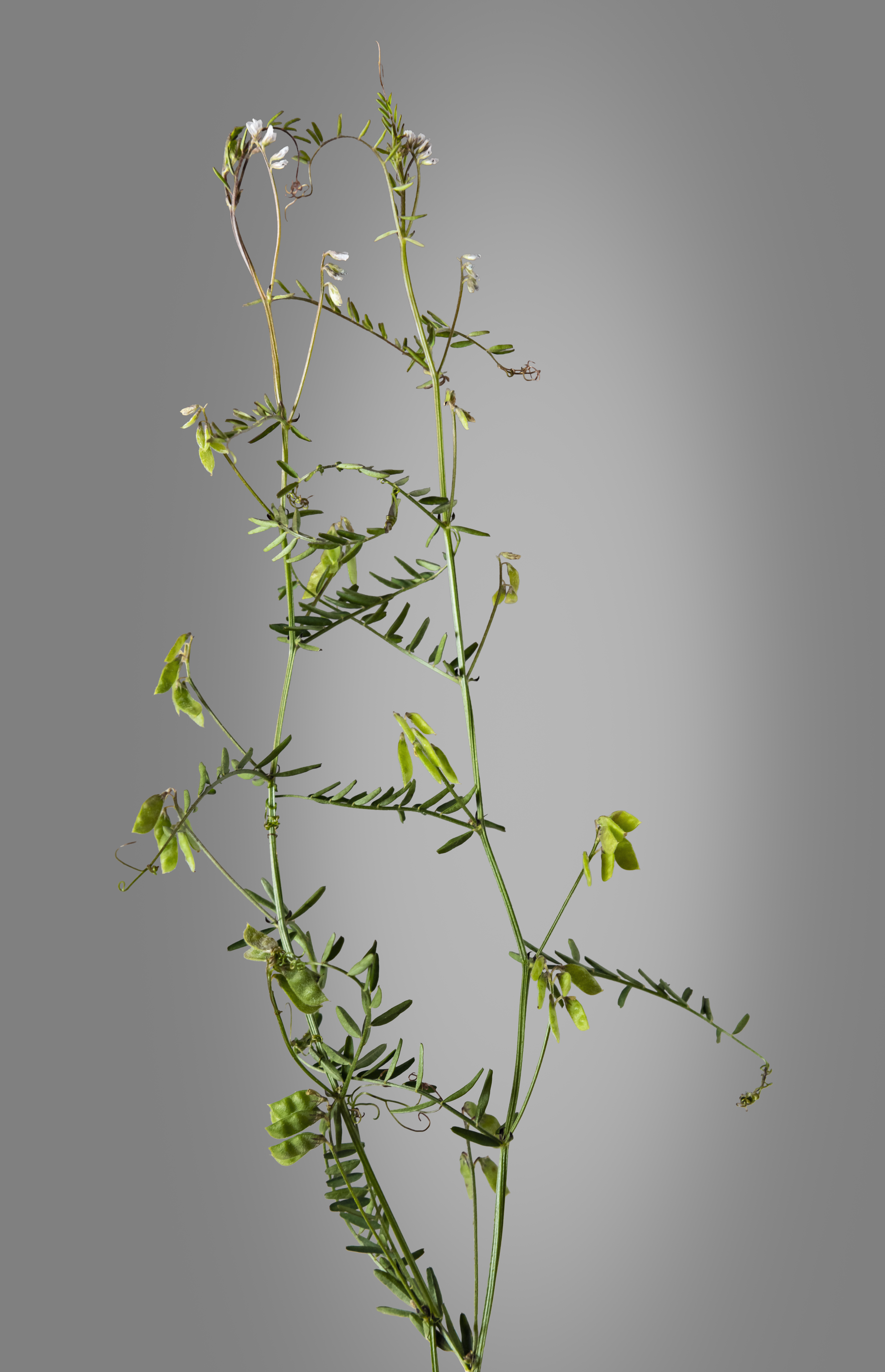
загальний вигляд
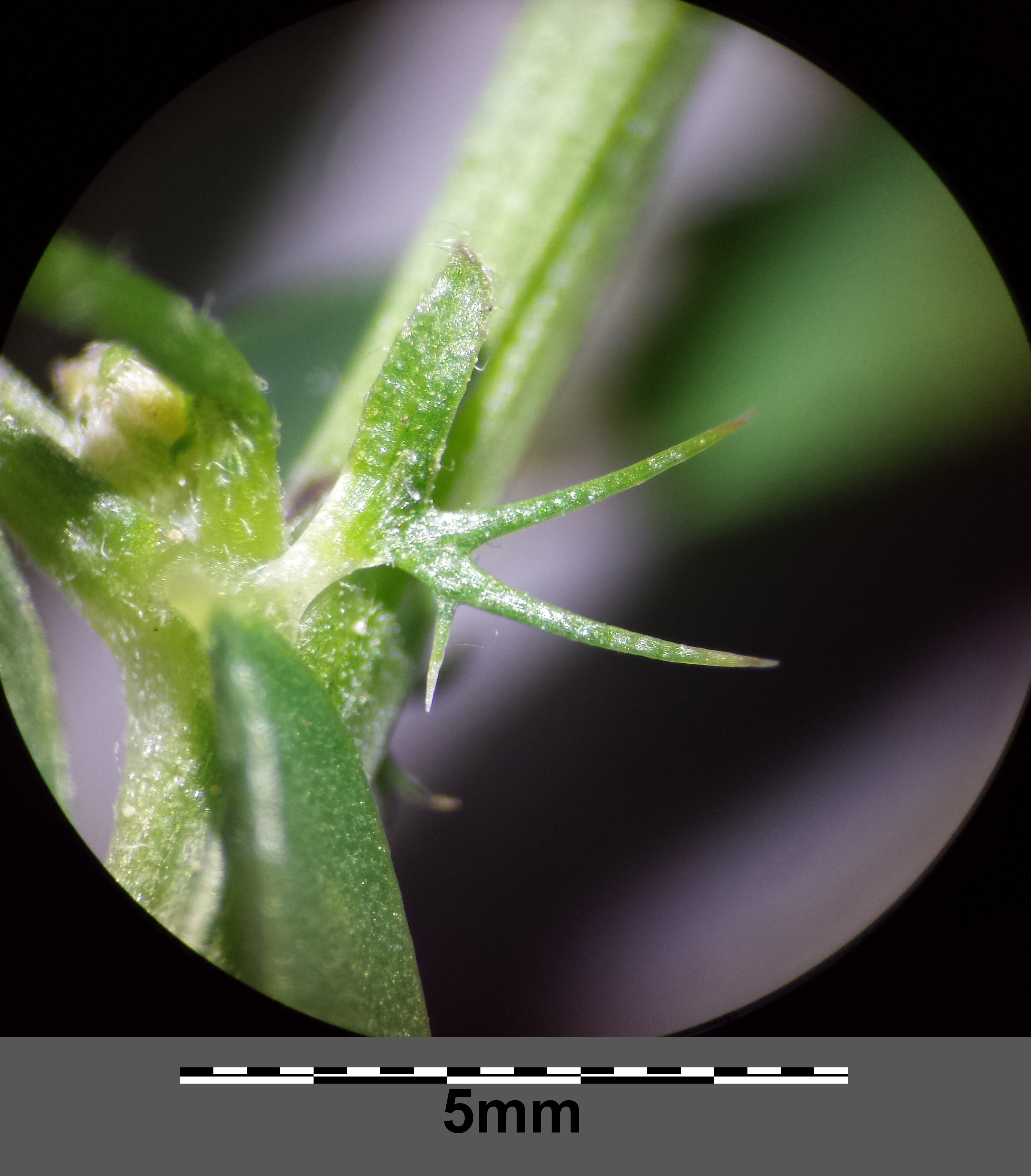
прилисток
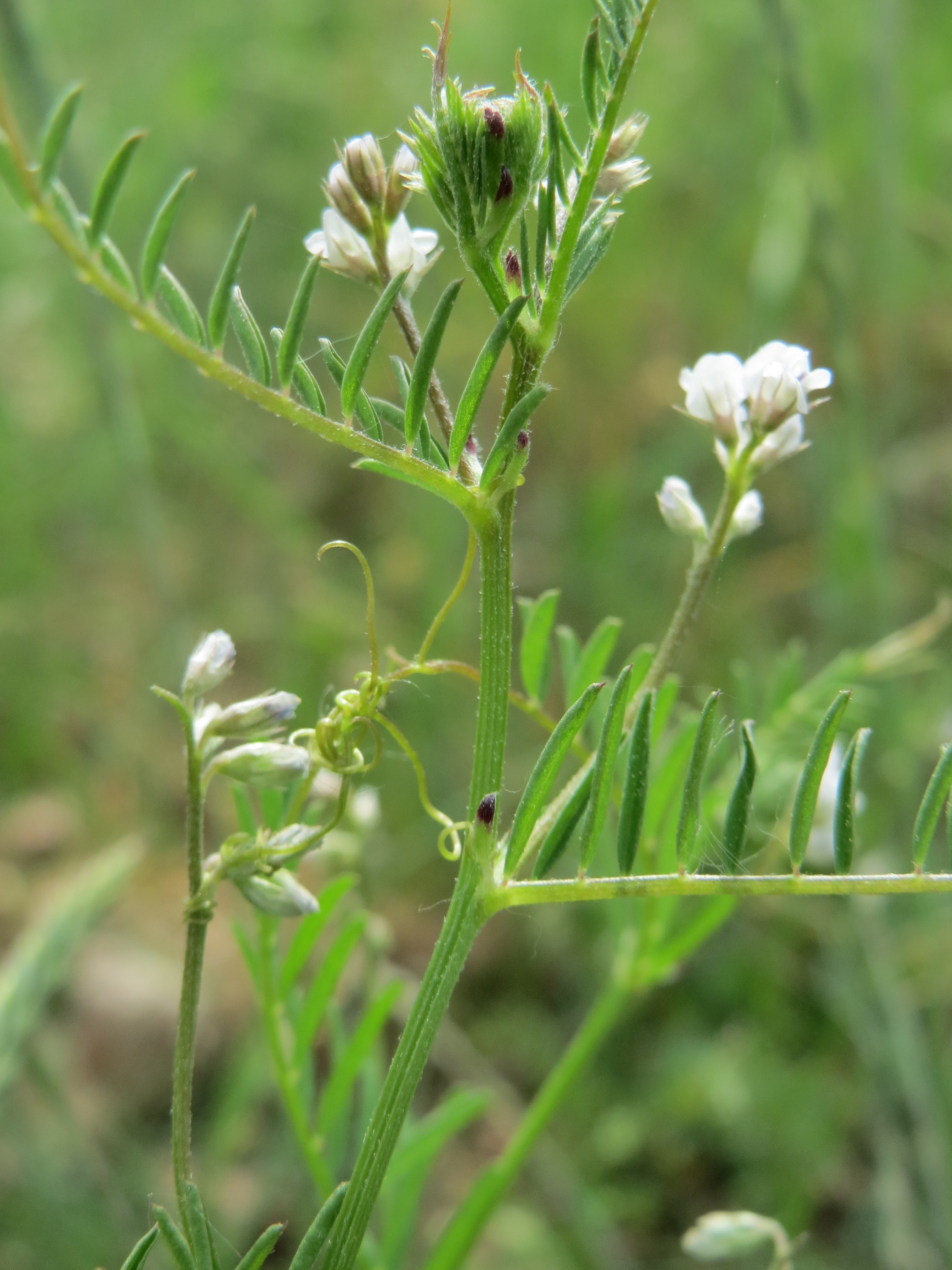
листочки
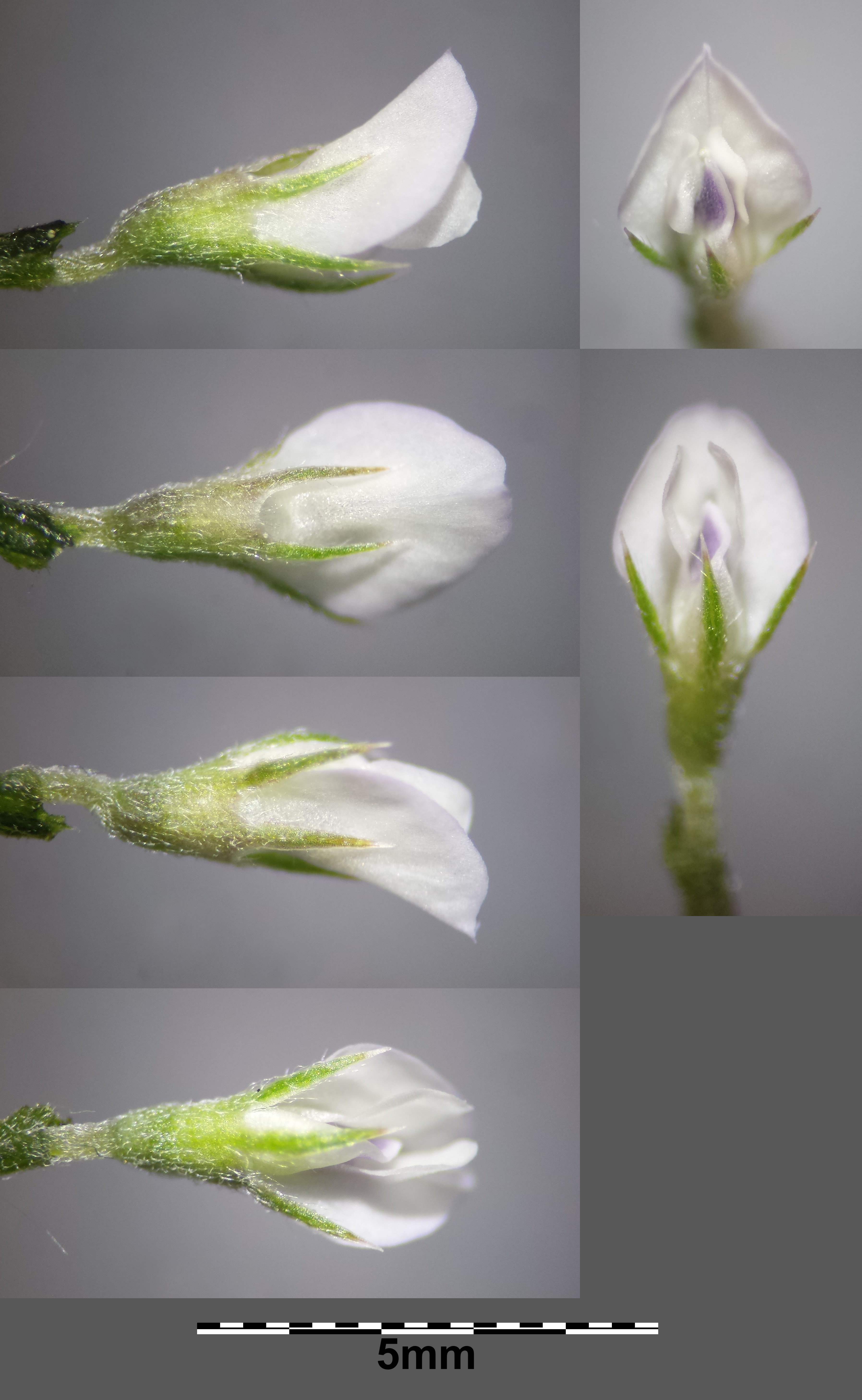
квітка
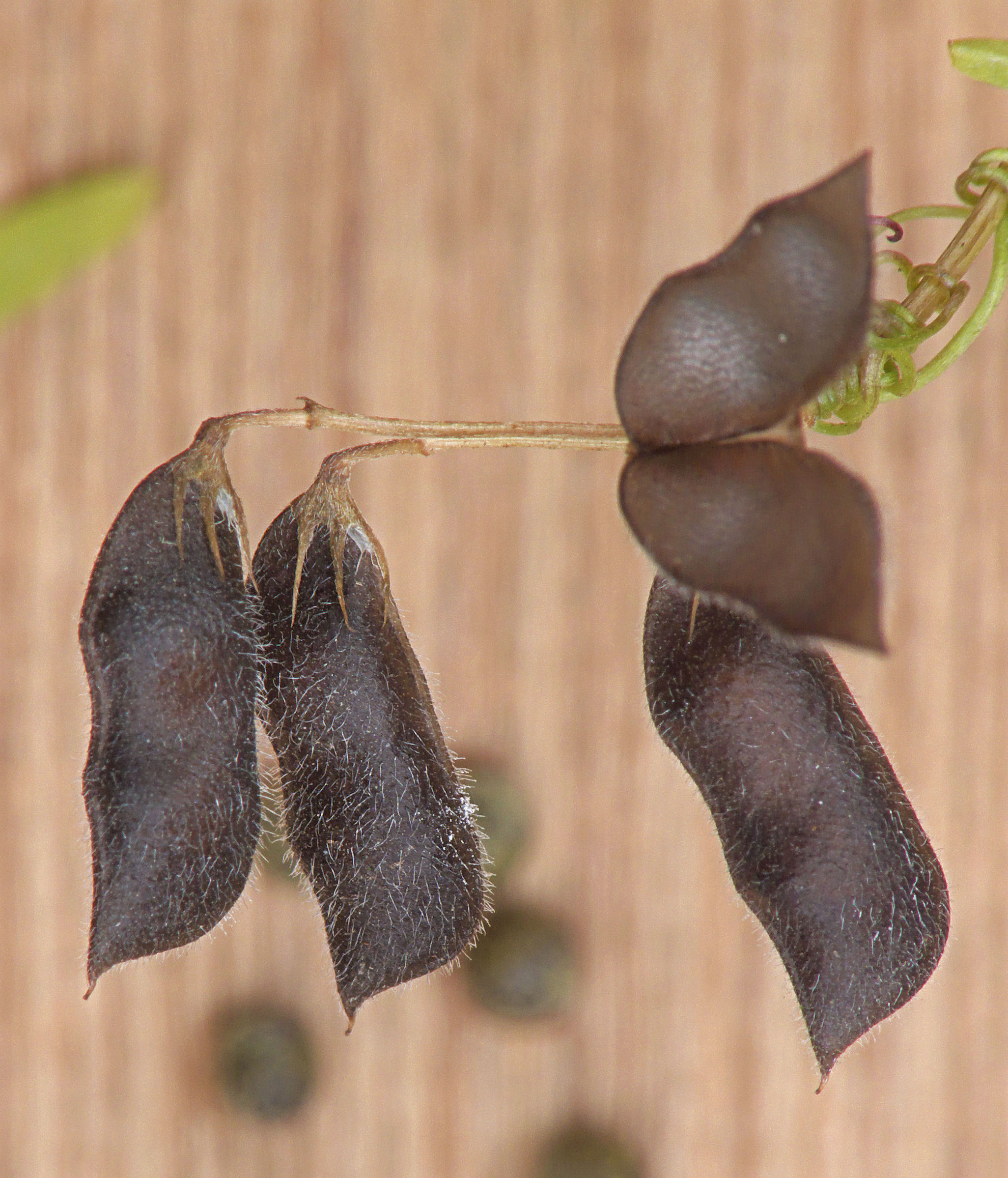
плоди
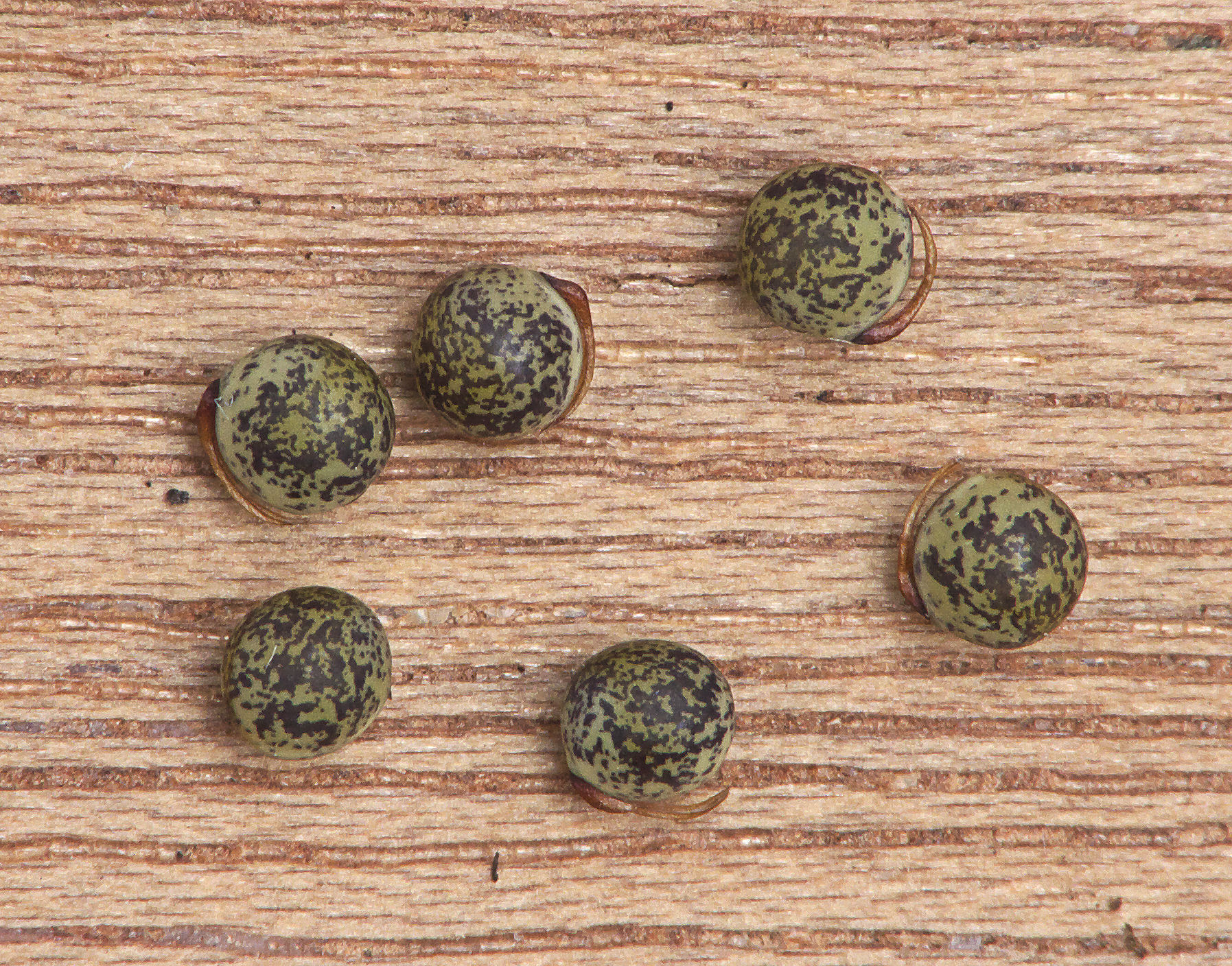
насіння
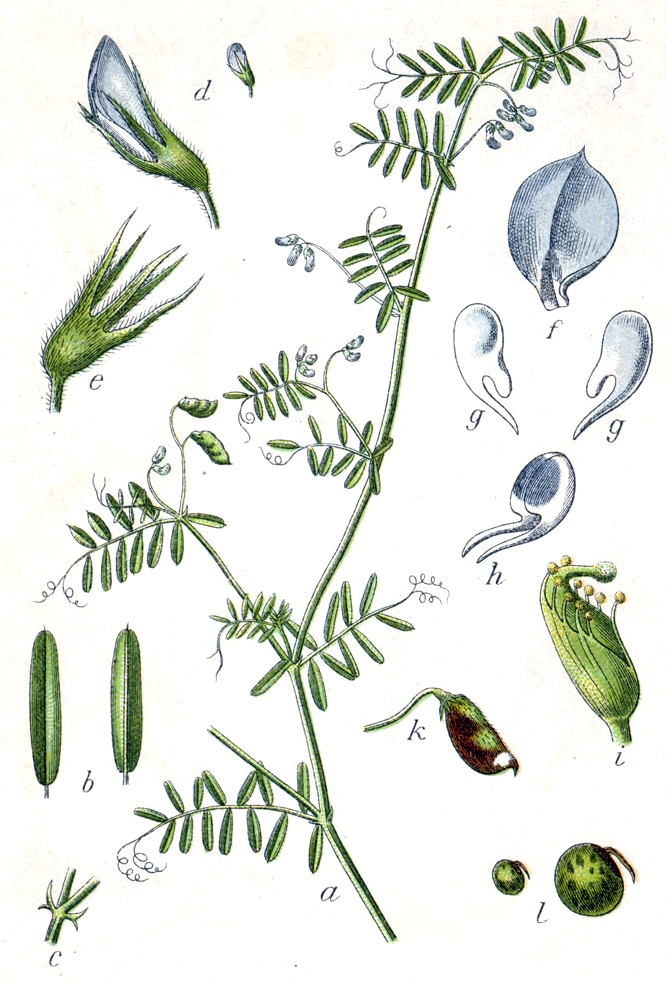
ілюстрація